# Mark Mancina
Mark Alan Mancina (Santa Mônica, Califórnia, 9 de Março de 1957) é um compositor estadunidense.

## Carreira
Em 1991, Mark Mancina trabalhou com o produtor musical português Luís Jardim e juntos gravaram a música da canção do cantor britânico Seal com o tema Crazy.
Em 1994, Mark Mancina conheceu o compositor alemão Hans Zimmer e depois ele tornou-se um compositor de filmes. Ele compôs a primeira vez pelo filme A Culpa foi do Macaco (Monkey Trouble) (1994), com Thora Birch e Harvey Keitel. No ano seguinte, ele conheceu o cineasta neerlandês Jan de Bont e fizeram a parceria Mancina/De Bont. O primeiro filme da parceria foi Speed - Perigo a Alta Velocidade (Speed) (1994), com Keanu Reeves, Dennis Hopper e Sandra Bullock.
Em 1995, Mark Mancina compôs os três filmes: O Comboio do Dinheiro (Money Train) (1995), com Wesley Snipes e Woody Harrelson, Presa Fácil (Fair Game) (1995), com William Baldwin e Cindy Crawford e Assassinos (Assassins) (1995), com Sylvester Stallone, Antonio Banderas e Julianne Moore.
Em 1996, Mark Mancina marcou a segunda colaboração com Jan de Bont. O segundo filme da parceria foi Tornado (Twister) (1996), com Helen Hunt e Bill Paxton.
Em 1997, Mark Mancina marcou a terceira e última colaboração com Jan de Bont. O último filme da parceria foi Speed 2: Perigo a Bordo (Speed 2: Cruise Control) (1997), com Sandra Bullock, Jason Patric e Willem Dafoe.
Em 1999, Mark Mancina compôs o filme de animação da Disney Tarzan (1999) e conta com as canções do cantor britânico Phil Collins.
Em 2003, Mark Mancina compôs os dois filmes da Disney Kenai e Koda (Brother Bear) (2003), que volta com a contar com as canções de Phil Collins e A Casa Assombrada (The Haunted Mansion) (2003), com Eddie Murphy.
Em 2009, Mark Mancina compôs o filme da comédia e fantasia Terra dos Sonhos (Imagine That) (2009), com Eddie Murphy.
Em 2013, Mark Mancina compôs o filme de animação da Disney Aviões (Planes) (2013).
Em 2014, um ano depois, Mark Mancina compôs o filme de animação da sequência da Disney Aviões - Equipa de Resgate (Planes: Fire & Rescue) (2014).
Em 2016, Mark Mancina compôs o filme de animação da Disney Vaiana (Moana) (2016).